# Кохан, Василий Иванович
Василий Иванович Кохан (укр. Василь Іванович Кохан; род. 1934, Обава, Подкарпатская Русь, Первая Чехословацкая республика — ум. 2004, Ужгород, Закарпатская область, Украина) — украинский советский писатель, поэт и журналист. Член СП УССР (1978).

## Биография
С 1959 по 1965 служил в советской милиции. В 1968 окончил факультет журналистики Львовского университета. С 1971 по 1984 собственный корреспондент областной газеты «Закарпатская правда». С 1984 по 1987 директор клуба писателей Закарпатской организации СП УССР. С 1987 директор Народного литературного музея Закарпатья.

## Публикации
Автор лирических, сатирических и юмористических стихов. Писал также детективно-приключенческие повести из жизни милиции. Отдельные произведения переведены на русский, венгерский, словацкий языки.